# ID Distribution
ID Distribution est une société française de distribution de films dirigée par Isabelle Dubar.
Elle cesse ses opérations et est mise en liquidation judiciaire le 12 février 2008.

## Activités
ID Distribution est spécialisée dans les films d’auteur ou documentaires, et notamment étrangers. Les réalisateurs choisis sont souvent totalement inconnus du grand public. Leur diffusion se limite généralement dans un réseau très limité de petites salles d’art et d’essai, généralement situées en région parisienne. 
Les choix d’ID Distribution visent plus la qualité que la consommation de masse et le grand public. On doit à ce distributeur la découverte en France de réalisateurs québécois, israéliens, sud-américains.

## Filmographie sélective
- 2001 : Autour de Yana d'Arik Kaplun
- 2001 : Pleure pas Germaine d'Alain de Halleux
- 2001 : Maelström  de Denis Villeneuve avec Marie-Josée Croze
- 2001 : La Libertad de Lisandro Alonso
- 2002 : Comme il vient de Christophe Chiesa
- 2002 : Distance de Hirokazu Kore-eda
- 2002 : L'Intrus (O Invasor) de Beto Brant
- 2002 : Un petit cas de conscience  de Marie-Claude Treilhou
- 2003 : À la gauche du père de Luiz Fernando Carvlho
- 2003 : Histoire d'un secret (documentaire) de Mariana Otero
- 2003 : Toutes ces belles promesses de Jean-Paul Civeyrac
- 2004 : Samsa de Siegfried avec Roschdy Zem, Ivry Gitlis
- 2004 : Le Voyage de James à Jérusalem de Ra’anan Alexa
- 2004 : La Vierge de la luxure d'Arturo Ripstein
- 2004 : Le Clan de Gaël Morel
- 2004 : Ana et les autres de Celina Murga
- 2004 : Manifesto de Joaquin Oristrelli
- 2004 : Los muertos de Lisandro Alonso
- 2004 : Victoire de Stéphanie Murat
- 2005 : Tu marcheras sur l'eau d'Eytan Fox
- 2005 : Buena Vida de Leonardo Di Cesare
- 2005 : Private de Saverio Costanzo
- 2005 : Le ciel tourne de Mercedes Alvarez
- 2005 : À travers la forêt de Jean-Paul Civeyrac
- 2005 : Factotum de Bent Hamer
- 2006 : Itinéraires de Christophe Otzenberger
- 2007 : Ce que mes yeux ont vu de Laurent de Bartillat
- 2007 : Day night day night de Julia Loktev